# Direktdemokratische Partei Schweiz
Die Direktdemokratische Partei Schweiz (DPS) war eine Schweizer Kleinpartei, welche von 2012 bis 2017 existierte und anschliessend in die PNOS aufgenommen wurde.

## Geschichte

### Parteigründung
Die Direktdemokratische Partei Schweiz wurde am 28. Juli 2012 in Brunnen im Kanton Schwyz gegründet. Zum ersten Parteipräsidenten wurde Ignaz Bearth gewählt. Gewählt wurden zudem ein Parteivorstand von neun Personen und ein Vizepräsidium aus vier Personen. Zum Gründungszeitpunkt soll die Partei vierzig Mitglieder gezählt haben. Anlässlich der Gründung wurden folgende Ziele der Partei angegeben: Kein EU-Beitritt, Meinungsfreiheit erhalten, Islamisierung stoppen, niedrige Steuern, optimierte Asylpolitik und Kooperation zwischen „europäischen heimatliebenden Parteien“.

### Verbindungen zu PEGIDA
In der Öffentlichkeit bekannt wurde die DPS, als Parteipräsident Ignaz Bearth im Januar 2015 wegen seiner rechtsradikalen Vergangenheit, bundesanwaltschaftlicher Ermittlungen und vermutlich gekaufter Facebook-Likes als Sprecher der PEGIDA Schweiz zurücktrat.

### Nationalratswahlen 2015
Die DPS hat angekündigt, bei den Nationalratswahlen am 18. Oktober 2015 in den Kantonen Solothurn, St. Gallen, Thurgau, Bern und Zürich zu kandidieren. Effektiv angetreten, mit bescheidenem Erfolg, ist die DPS in den Kantonen Solothurn (Stimmenanteil 0,7 %), St. Gallen (Stimmenanteil 0,1 %) und Thurgau (Stimmenanteil 0,2 %).

### Auflösung
Im Juni 2017 fusionierte die DPS mit der PNOS. Zu diesem Zweck wurde die DPS aufgelöst und in die PNOS aufgenommen.